# Sultanpur (distrikt)
Sultanpur är ett distrikt i den indiska delstaten Uttar Pradesh, och hade 3 214 832 invånare år 2001 på en yta av 4 436 km². Det gör en befolkningsdensitet på 724,7 inv/km². Den administrativa huvudorten är staden Sultanpur. De största religionerna är Hinduism (83,25 %) och Islam (16,32 %).

## Administrativ indelning
Distriktet är indelat i sex kommunliknande enheter, tehsils:
- Amethi, Gauriganj, Kadipur, Lambhua, Musafirkhana, Sultanpur

## Städer
Distriktets städer är huvudorten Sultanpur samt Amethi, Dostpur, Kadipur, Koeripur, Korwa och Musafirkhana.
Urbaniseringsgraden låg på 4,74 procent år 2001.